# Хорхе Негрете
Хорхе Алберто Негрете Морено (на испански: Jorge Alberto Negrete Moreno) е мексикански актьор и певец.
Роден е на 30 ноември 1911 година в Гуанахуато. Завършва военно училище, но започва да се занимава с музика и от началото на 30-те години придобива известност и извън страната. От 1937 година се снима в киното и скоро се превръща в една от най-големите звезди на Златния век на мексиканското кино, наред с Педро Инфанте и Хавиер Солис.
Хорхе Негрете умира от хепатит на 5 декември 1953 година в Лос Анджелис.

## Избрана филмография
- „Canaima“ (1945)
- „Голямото казино“ („Gran Casino“, 1947)
- „Allá en el Rancho Grande“ (1949)
- „Dos tipos de cuidado“ (1953)